# Tim Hortons Field
Das Tim Hortons Field ist ein Canadian-Football- und Fußballstadion in der kanadischen Stadt Hamilton, Provinz Ontario. Es ersetzte das Ivor Wynne Stadium, auf dessen Grund die neue Sportstätte entstand. Die Hamilton Tiger-Cats der Canadian Football League (CFL) nutzen die Sportstätte seit der Eröffnung für ihre Heimspiele. Des Weiteren sind die Hamilton Hurricanes aus der Canadian Junior Football League (CJFL) im Tim Hortons Field ansässig. Das Stadion erfüllt auch die Anforderungen der FIFA für Fußballspiele. Ab 2019 soll der Fußballclub Forge FC der neugegründeten Canadian Premier League (CPL) seine Spiele im Stadion von Hamilton austragen.

## Geschichte
Das Ivor Wynne Stadium (bis 1969: Civic Stadium) wurde als Hauptsportstätte der British Empire Games 1930, die ersten Commonwealth Games, gebaut. Von 1941 bis 1949 waren die Hamilton Wildcats im Civic Stadium ansässig, bevor sie sich mit den Hamilton Flying Wildcats zu den Hamilton Tiger-Cats zusammenschlossen. Von der Gründung 1950 bis zum Abriss bestritten die Tiger-Cats ihre Heimspiele im Stadion. 
Am 11. Januar 2011 gaben der Besitzer des Franchise Hamilton Tiger-Cats, Bob Young, und Hamiltons damaliger Bürgermeister Bob Bratina den Bau eines neuen Stadions am Standort des Ivor Wynne Stadium bekannt, um die Tiger-Cats in Hamilton zu halten und eine moderne Sportstätte für die Panamerikanischen Spiele 2015 bieten zu können.
Während der Bauarbeiten trugen die Ticats ihre Partien 2013 im Alumni Stadium von Guelph aus. Im Juli 2013 wurde die Schnellrestaurant-Kette Tim Hortons mit Sitz in Oakville, Ontario, der Namenssponsor der Anlage.
Der eigentliche Termin der Fertigstellung war für den 30. Juni 2014 vorgesehen. Erst im Mai 2015 konnte die Anlage übergeben werden. Die Arbeiten waren zu diesem Zeitpunkt zu 98 Prozent ausgeführt und die Fußballturniere der Panamerikanischen Spiele 2015 konnten im August des Jahres stattfinden. Unter dem werbefreien Namen CIBC Hamilton Pan Am Soccer Stadium wurden die Partien der beiden Fußballturniere ausgetragen.
Seit der Eröffnung mussten immer wieder Reparaturen am Stadion vorgenommen werden. Nachdem 2016 schon 2,5 Mio. CAD investiert werden mussten, wurden 2017 weitere 500.000 CAD für die Instandsetzung von undichten Dehnungsfugen und nicht funktionierende Bodenabflüsse, die Schäden in den Suiten verursachten, in die Hand genommen. Des Weiteren gab es Probleme mit der Beschallungsanlage. Ein Lautsprecher stürzte aus seiner defekten Halterung auf die leere Tribüne und beschädigte 30 Sitzplätze. Es gibt Plätze, die nur eine eingeschränkte Sicht auf das Spielfeld bieten. Es wurden Klagen in Höhe von zwei Mio. CAD der Stadt, den Hamilton Tiger-Cats und Infrastructure Ontario eingereicht. Das ausführende Bauunternehmen, das das Stadion errichtete, war zu keiner Stellungnahme bereit und verwies bei Fragen auf ihre Anwälte.
Rund vier Jahre nach der Übergabe ist die Anlage immer noch nicht fertiggestellt. Es gibt weiterhin Lecks und die Beschallungsanlage bereitet immer noch Probleme. Die bestehenden, den Vorschriften entsprechenden, Geländer im Stadion sollten aus Sicherheitsgründen gegen höhere Exemplare ausgewechselt werden. All die Probleme gehen auf den ursprünglichen Bau der 145 Mio. CAD teuren Sportstätte zurück. Des Weiteren liefen auch die eingereichten Klagen weiter.
Ende Mai 2018 gab Hamiltons Bürgermeister Fred Eisenberger die Beilegung der Rechtsstreitigkeiten um das Tim Hortons Field bekannt. Nach zwei Jahren wurde eine Vereinbarung zwischen der Stadt, dem Bauunternehmer, den Hamilton Tiger-Cats und verschiedenen Provinzbehörden erreicht, ohne dass zusätzliche Kosten für das Stadion zu Lasten der Steuerzahler gehen. Darüber hinaus gab Eisenberger an, dass genug Geld übrig sei, um die verbleibenden Arbeiten an der Anlage durchzuführen. Nachdem die rechtlichen Streitigkeiten beendet sind, kann sich die Stadt mit den Tiger-Cats für das Endspiel um den Grey Cup, das Finale der Canadian Football League, bewerben. Für solch ein Großereignis könnte das Tim Hortons Field temporär auf 40.000 Plätze vergrößert werden.

## Vanier Cup
2016 und 2017 fand das Endspiel um den Vanier Cup, die höchste Trophäe im kanadischen College-Football (U Sports), im neuen Stadion von Hamilton statt. Das alte Ivor Wynne Stadium war 2004, 2005 und 2008 Austragungsort der Partie.
- 26. November 2016 – 52. Vanier Cup: Laval Rouge et Or – Calgary Dinos 31:26 (7.115 Zuschauer)[13]
- 25. November 2017 – 53. Vanier Cup: Western Mustangs – Laval Rouge et Or 39:17 (10.754 Zuschauer)[14]

## Galerie

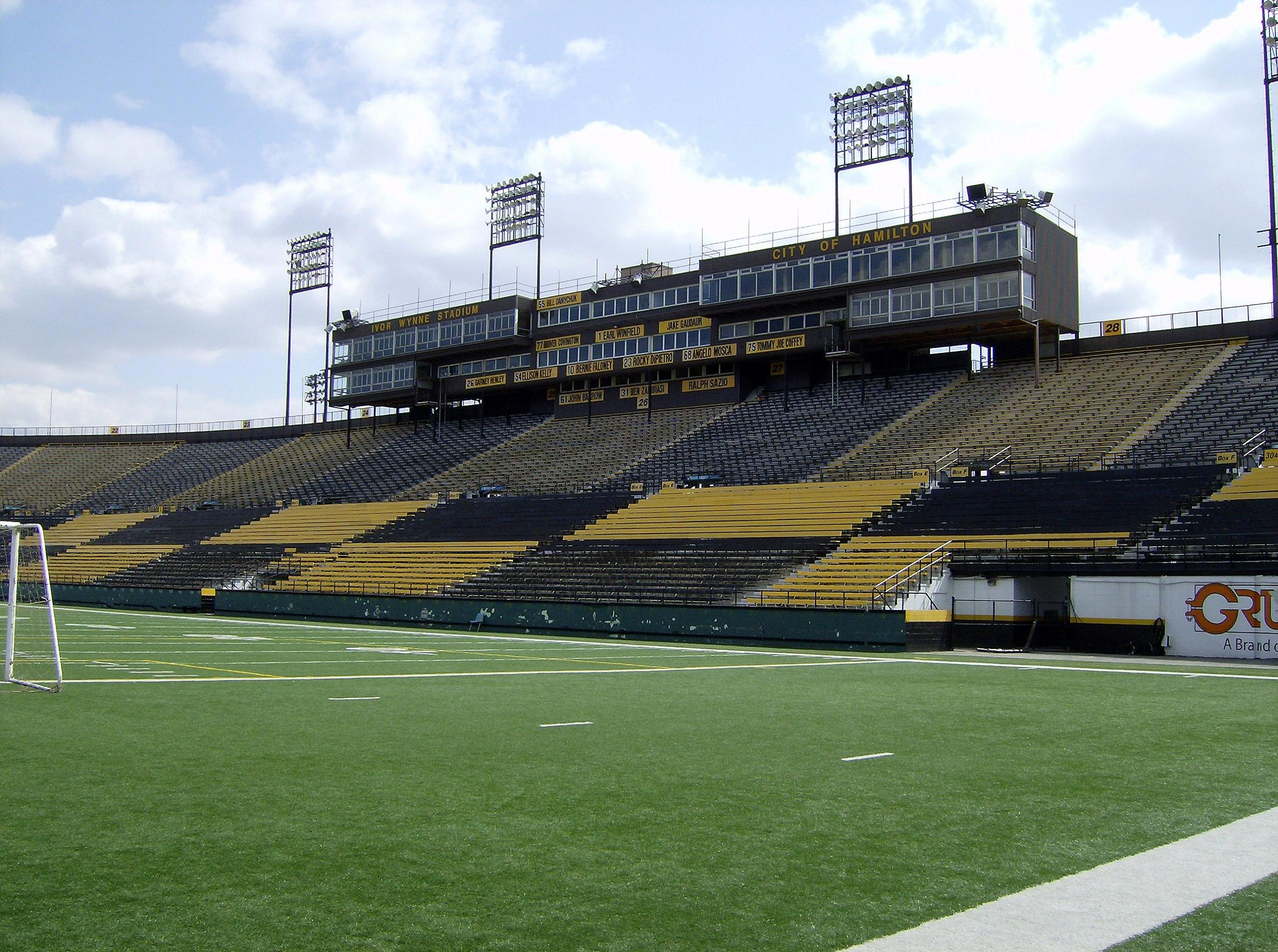
Das alte Ivor Wynne Stadium in den 2000er Jahren
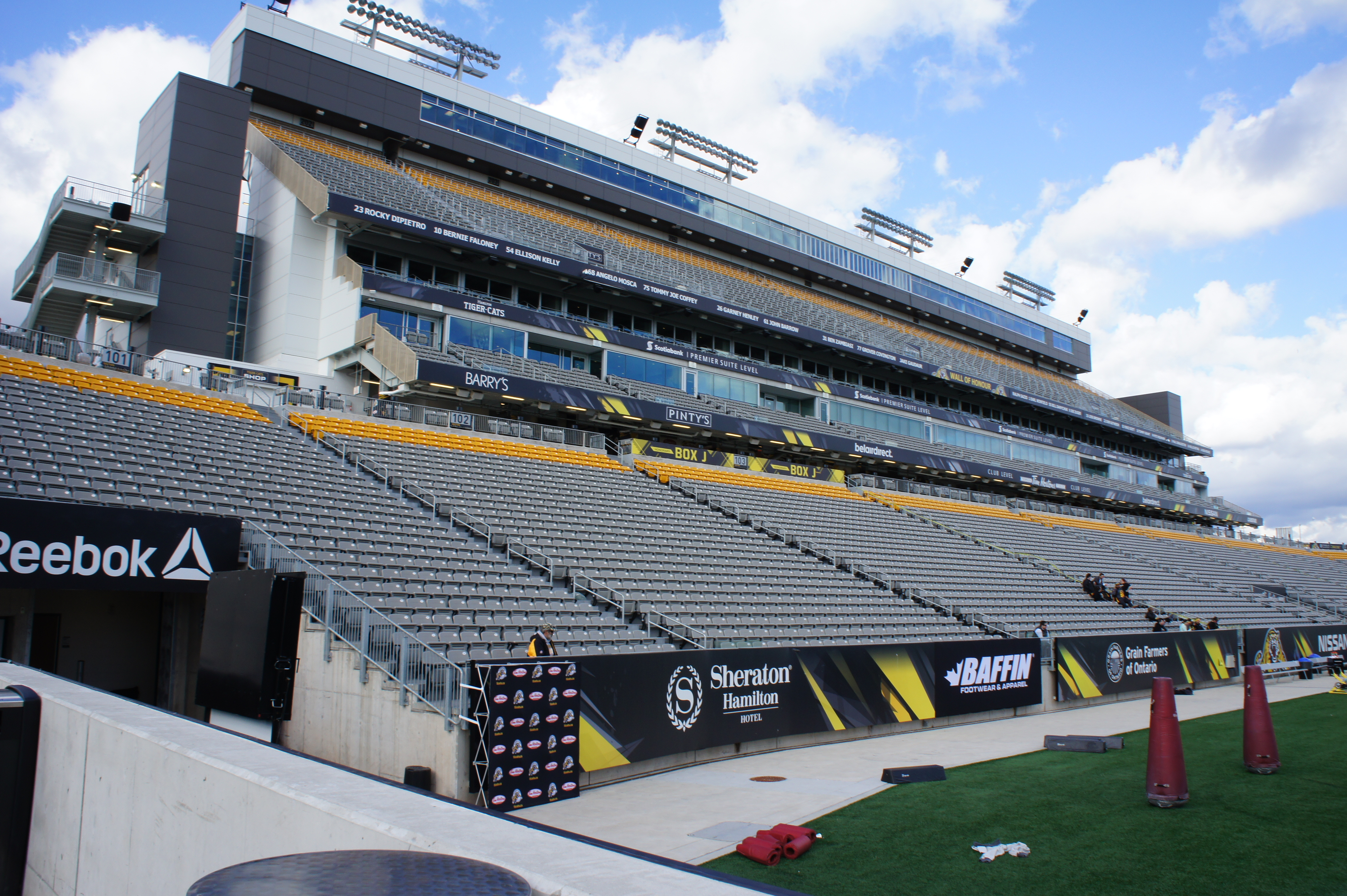
Die Haupttribüne (November 2015)
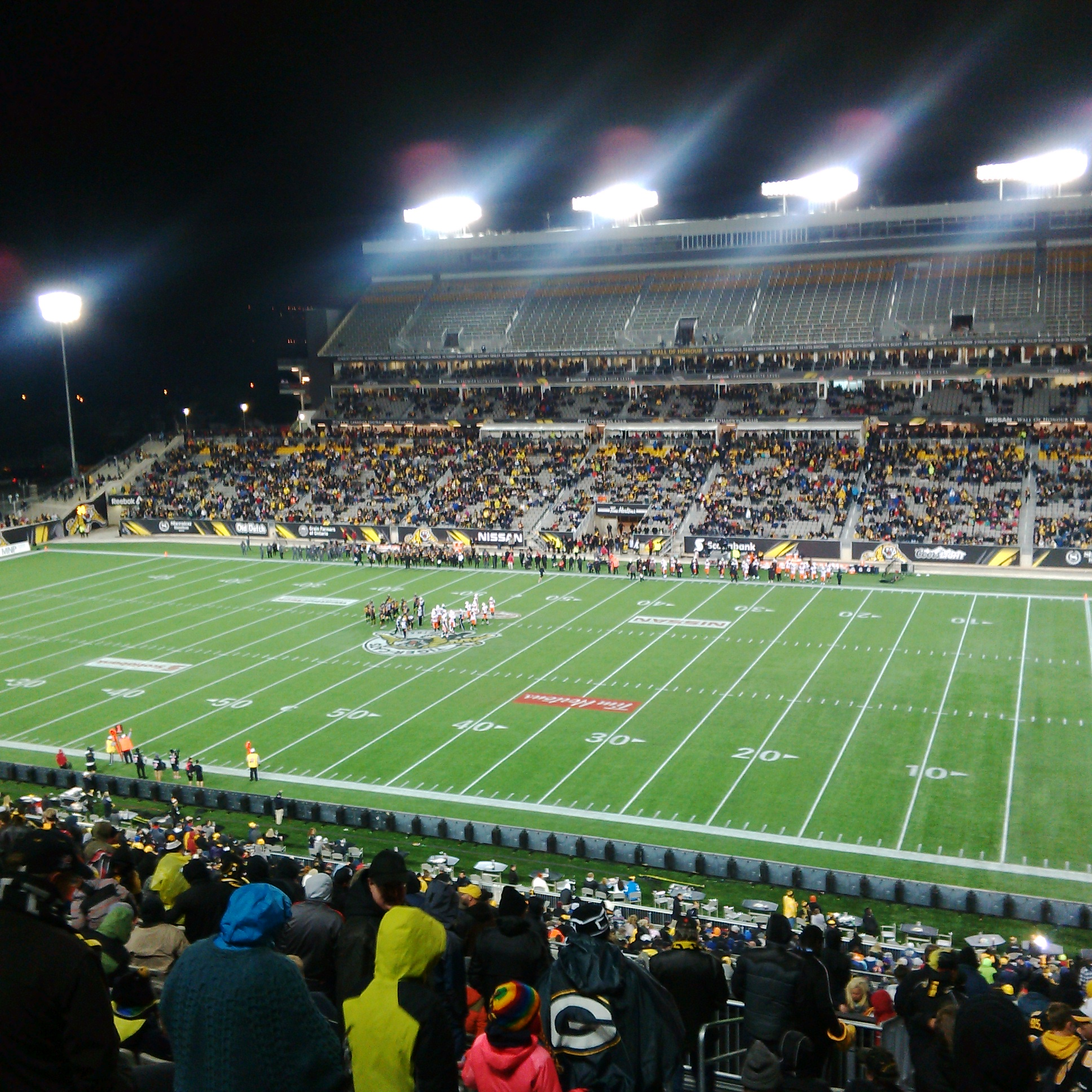
Spiel der Hamilton Tiger-Cats gegen die BC Lions am 4. Oktober 2014
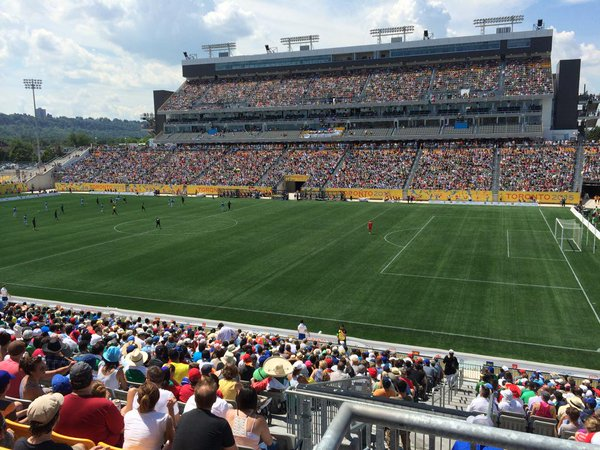
Das Stadion während der Panamerikanischen Spiele 2015